# 金仲华

金仲华（1907年—1968年4月3日），笔名孟如、仰山等，男，浙江桐乡人，中国现代国际问题专家、社会活动家，抗日战争时期任《世界知识》主编，中华人民共和国成立后，曾任上海市副市长。

## 生平
1923年考入杭州之江大学，毕业后于1928年春进入上海商务印书馆，任《妇女杂志》助编。1932年初，任《东方杂志》编辑。同年，任苏联塔斯社上海分社的电讯翻译，开始研究国际问题。1933年底，受聘于福州路开明书店，编辑《中学生》杂志。1935年金仲华进入生活书店任编辑主任。同年6月，与叶绍钧、刘大杰、陈望道、老舍等署名发表《我们对文化运动的意见》。12月，与马相伯、邹韬奋、沈钧儒、李公朴等署名发表《上海文化界救国运动宣言》。1936年，金仲华赴香港，协助邹韬奋筹办《生活日报》，同年夏回上海后任《世界知识》杂志主编。
1937年，抗日战争爆发后，金仲华加入上海文化界救国会，为国内外报刊撰文呼吁海外华侨和国际组织支持中国抗战。在上海、武汉等地参加编辑《抗战三日刊》与《全民抗战三日刊》，介绍战局进展，以通报抗战消息，并附有金仲华妹妹金端苓手绘的战局地图，很受好评。1938年8月到达香港，参与筹建中国青年新闻记者学会香港分会和国际新闻社香港分社，并任《世界知识》、《星岛日报》主编。时宋庆龄在香港创办保卫中国同盟，金仲华任执行委员。1939年春，青记分会创办中國新聞學院，金仲华兼任副院长，主持院务。1941年12月，日军占领香港。1942年初，与夏衍、金山离开离港，来到桂林。1943年，金仲华加入中国民主革命同盟。1944年夏，日军进攻湘桂，同年年底至重庆，任美国新闻处译报部主任，常选译《新华日报》言论、消息，翻译了毛泽东的《论联合政府》。
1945年，日本战败。金仲华随美国新闻处迁往上海。同年12月，在上海复刊《世界知识》杂志。1948年，辞去美国新闻处工作。同年7月，前往香港，接受中共委托，主编新华社香港分社对外英文期刊《东方通讯》。1949年3月，离开香港返回内地。
中华人民共和国成立后，金仲华先后任《新闻日报》、《文汇报》社长、中国新闻社社长(1952年12月-1968年)，英文版《中国建设》杂志社社长，中华全国新闻工作者协会副会长，上海社会科学院国际问题研究所所长等职。历任第一、二、三届全国人民代表大会代表，第一届全国政协委员，第一至第四届上海市政协副主席，华东军政委员会文化部副部长，上海市副市长（1952年11月-1967年2月）。
「文革」开始后，金仲华受迫害。金仲华没有遵照宋庆龄的嘱咐，将其寄来的信件"阅后烧掉"，被"造反派"抄家时抄走。金仲华于1968年4月3日，在书房畏罪上吊自杀。
1978年，金仲华被平反，骨灰安放于上海市龙华公墓。1989年，清明节前，被迁葬到上海万国公墓名人墓区。

## 著作
- 《国际新闻读法》
- 《国际形势与中国》
- 《妇女问题》
- 《世界形势图解》
- 《世界政治参考地图》